# 10677 Colucci
10677 Colucci è un asteroide della fascia principale. Scoperto nel 1979, presenta un'orbita caratterizzata da un semiasse maggiore pari a 2,2739626 UA e da un'eccentricità di 0,0682067, inclinata di 1,98028° rispetto all'eclittica.